# Сосновка (Хабаровский край)
Сосновка — село в Хабаровском районе Хабаровского края. Входит в Корфовское городское поселение.

## География
Село Сосновка — спутник города Хабаровска, стоит на 13-15 километрах автотрассы «Уссури».

## История
В 1969 г. указом президиума ВС РСФСР селение Хабаровского лесхоза переименовано в село Сосновка.

## Население
| 1992 | 2002  | 2010  | 2011  | 2012  | 2021  |
| ---- | ----- | ----- | ----- | ----- | ----- |
| 1200 | ↗2379 | ↘1795 | ↗1801 | ↗1953 | ↗2225 |

## Инфраструктура
- Сельскохозяйственные предприятия Хабаровского района.
- Геологические предприятия Хабаровского района.
- В окрестностях села Сосновка находятся садоводческие общества хабаровчан.
- В окрестностях села находятся воинские части.
- На территории села находятся 2 предприятия по розливу минеральных вод.